# Skråtjärnen (Sidensjö socken, Ångermanland, 702940-161584)
Skråtjärnen är en sjö i Örnsköldsviks kommun i Ångermanland och ingår i Nätraåns huvudavrinningsområde.